# Strumigenys paranax
Strumigenys paranax är en myrart som beskrevs av Bolton 1983. Strumigenys paranax ingår i släktet Strumigenys och familjen myror. Inga underarter finns listade i Catalogue of Life.